# Koszykówka na Letnich Igrzyskach Olimpijskich 1976
Koszykówka na Letnich Igrzyskach Olimpijskich 1976

## Medale
| Mężczyźni | Złote | Srebrne | Brązowe |
| Mężczyźni | Stany ZjednoczonePhil Ford · Steve Sheppard · Adrian Dantley · Walter Davis · Quinn Buckner · Ernie Grunfeld · Kenny Carr · Scott May · Michel Armstrong · Thomas LaGarde · Philip Hubbard · Mitch Kupchak | JugosławiaBlagoje Georgievski · Dragan Kićanović · Vinko Jelovać · Rajko Žižić · Željko Jerkov · Andro Knego · Zoran Slavnić · Krešimir Ćosić · Damir Solman · Žarko Varajić · Dražen Dalipagić · Mirza Delibašić | ZSRR Władimir Arzamaskow · Aleksandr Salnikow · Walerij Miłosierdow · Ałżan Żarmuchamiedow · Andriej Makiejew · Iwan Jedieszko · Siergiej Biełow · Władimir Tkaczenko · Anatolij Myszkin · Micheil Korkia · Aleksandr Biełow · Władimir Żigilij |

| Kobiety | Złote | Srebrne | Brązowe |
| Kobiety | ZSRRAngelė Rupšienė · Tatiana Zacharowa · Raisa Kurwiakowa · Olga Bariszewa · Tatjana Owieczkina · Nadieżda Szuwajewa · Uļjana Semjonova · Nadieżda Zacharowa · Nelly Fieriabnikowa · Olga Sucharnowa · Tamāra Dauniene · Natalia Klimowa | Stany ZjednoczoneCindy Brogdon · Susan Rojcewicz · Ann Meyers · Lusia Harris · Nancy Dunkle · Charlotte Lewis · Nancy Lieberman · Gail Marquis · Patricia Roberts · Mary Anne O'Connor · Patricia Head · Julienne Simpson | BułgariaNadka Gołczewa · Penka Metodiewa · Petkana Makaweewa · Sneżana Michajłowa · Krasimira Gjurowa · Krasimira Bogdanowa · Todorka Jordanowa · Diana Diłowa · Margarita Sztyrkełowa · Marija Stojanowa · Gergina Skerłatowa · Penka Stojanowa |